# Río San Juan (Uruguay)
Pour les articles homonymes, voir Río San Juan.
Le río San Juan ou le  San Juan est une petite rivière qui coule en Uruguay, au sud-ouest du département de Colonia. Elle débouche sur le río de la Plata, sur sa rive gauche, après un cours d'environ 77 km.

## Géographie

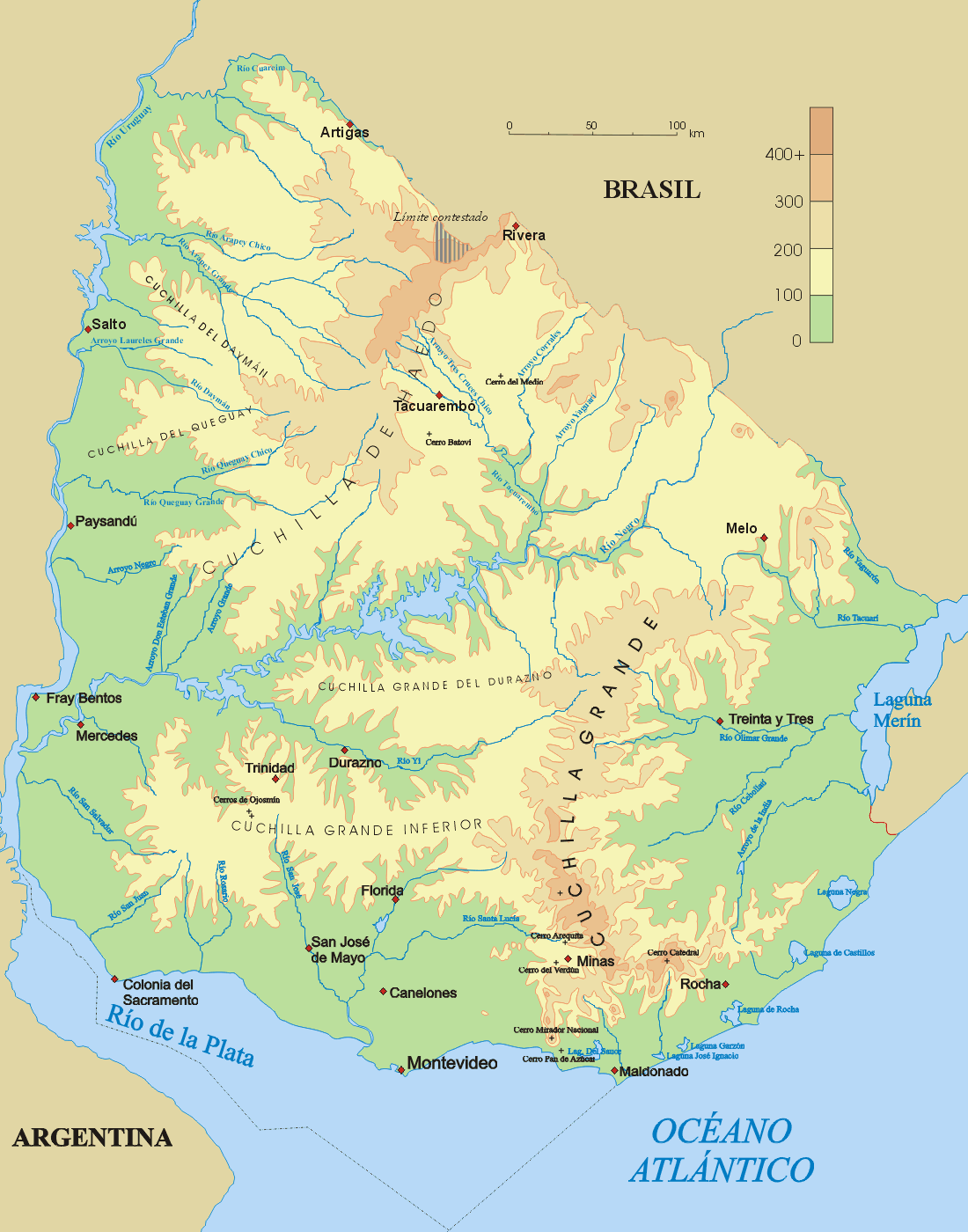
Localisation du río San Juan sur la carte géophysique de l'Uruguay.

Le río San Juan est une petite rivière Uruguayenne qui s'écoule dans le département de Colonia. La rivière naît sur le flanc occidental de la cuchilla de San Salvador, qui est une ramification occidentale de la cuchilla Grande Inferior. Puis elle prend une direction constante vers le sud-ouest sur un modeste parcours de 77 kilomètres de longueur avant de rejoindre le río de la Plata, sur sa rive gauche, bien en amont de la cité historique de Colonia del Sacramento.
Au lieu de sa confluence avec le rio de la Plata se trouve le Parque Anchorena, dominé par une tour de pierre de 75 mètres de hauteur. Le parc, qui inclut l'ancienne résidence de Aarón de Anchorena devenue aujourd'hui la résidence  présidentielle, est une réserve écologique où vivent de nombreuses espèces animales et végétales aussi bien autochtones qu'exotiques.
La tour en pierre Faro Torre de Gaboto rappelle au souvenir de l'explorateur Sebastián Gaboto, où dans ce secteur se trouvent les restes archéologiques d'une occupation espagnole datant du XVIe siècle, selon le récit du chroniqueur Rui Díaz de Guzmán publié en 1612 (Cap. VI).
La navigation sur le río San Juan a été fortement restreinte de 2006 à 2020,.
Les restrictions de l'utilisation de la rivière ont été prises pour sécuriser la résidence  présidentielle.